# コカ・コーラナショナルセールス
コカ・コーラナショナルセールス株式会社は、コカ・コーラの日本でのかつて存在した販売会社の一つである。尚、事業はコカ・コーラ カスタマーマーケティング株式会社に統合されている。

## 概要
1995年設立。コカ・コーラブランドの商品販売業務は、これまで各地のボトラー（製造・販売会社）が担当していたが、このうち全国規模のスーパーマーケット・コンビニエンスストアチェーン店の食品・飲料売り場に於ける販売業務を全国一括で引き受ける。1990年代初頭日本コカ・コーラは台頭するこれ等全国規模のスーパーマーケット・コンビニエンスストアより彼等独自の全国レベルでの物流システムにコカ・コーラ社独自の系列ボトラー会社による地域別自社製品独自配送システム・売り場に於ける販売業務を取り込む事を強く要求されて居たという事が設立の背景にある。日本コカ・コーラとボトラーが株主となり、役員はボトラーの社長が多く就任している。